# Parque Princesa Antoinette
El Parque Princesa Antoinette (en francés: parc Princesse Antoinette; literalmente "Parque Princesa Antonieta") se localiza en el bulevar del Jardín exótico de Mónaco es un parque municipal de 13.000 metros cuadrados, en el barrio de La Condamine en el principado de Mónaco. Recibe el nombre de la princesa Antonieta de Mónaco, la hermana mayor de Raniero III de Mónaco. El jardín está dedicada al olivo sagrado.
Una comida anual al aire libre en el Parque de la princesa Antonieta es organizado por la Municipalidad de Mónaco a finales de junio, continuando la tradición monegasca de picnics. Un equipo de 9 jardineros está a cargo del mantenimiento de las zonas verdes y de una mini-granja, allí se organizan talleres educativos. La seguridad es proporcionada por un equipo de supervisores.